# Otto Molden
 (février 2025).
Si vous disposez d'ouvrages ou d'articles de référence ou si vous connaissez des sites web de qualité traitant du thème abordé ici, merci de compléter l'article en donnant les références utiles à sa vérifiabilité et en les liant à la section « Notes et références ».
Le professeur Otto Molden (13 mars 1918 - 15 juin 2002) était un publiciste autrichien, fédéraliste et auteur de divers ouvrages sur l'identité et l'histoire européennes. Il co-fonde le Forum Européen Alpbach en 1945. Il meurt à Paphos, Chypre en 2002.

## Jeunesse
Otto Molden nait à Vienne peu avant la fin de la Première Guerre Mondiale. Son père était diplomate, écrivain, opposant au régime nazi et plus tard fondateur du principal quotidien autrichien Die Presse. Il est l'arrière-petit-fils du poète, écrivain et général militaire croate Petar Preradović.
Il quitte la Wehrmacht en 1944 et fut devient des fondateurs du mouvement de résistance nazi autrichien 05 avant de fuir en Suisse. Après la Seconde Guerre mondiale, il étudie l'histoire à l'Université de Vienne et rédige son doctorat sur le mouvement de résistance autrichien pendant l'occupation allemande.

## Forum Européen Alpbach
En 1945, Otto Molden fonde avec Simon Moser le Forum Européen Alpbach, un espace interdisciplinaire entre la politique, les sciences, la culture, et l'économie où les idées pour une Europe plus unie et plus démocratique sont promues et discutées. Aujourd'hui, plus de 4500 personnes du monde entier y participent chaque année, dont plusieurs centaines de jeunes de moins de 30 ans dans une optique de dialogue intergénérationnel.

## Défenseur du fédéralisme
Otto Molden fut un fervent défenseur de l'intégration européenne et fonda l'Internationale fédéraliste (IF) en 1959, qui ouvrit ensuite des sections en Autriche, en Allemagne, en Suisse et dans d'autres pays.
Il a également activement défendu l’indépendance de Taiwan en fondant un Comité pour la coopération sino-européenne au début des années 1970. À la fin des années 1990, Otto Molden a réactivé l’idée d’un parti fédéraliste européen en fondant le Mouvement national européen (ENM).